# 워터보이
워터보이(The Waterboy)는 미국에서 제작된 프랭크 코라치 감독의 1998년 코미디 영화이다. 아담 샌들러 등이 주연으로 출연하였고 잭 지아라푸토 등이 제작에 참여하였다.

## 출연

### 주연
- 아담 샌들러

### 조연
- 캐시 베이츠
- 페어루자 볼크
- 제리 리드
- 헨리 윙클러

## 제작진
- 공동제작: 아이라 슈먼
- 협력프로듀서: 필리스 앨리아
- 협력프로듀서: 미쉘 홀즈워스
- 협력프로듀서: 리타 스미스
- 미술: 페리 앤드린 블레이크
- 의상: 톰 브론슨
- 배역: 로저 무센든